# Acraea balina
Acraea balina är en fjärilsart som beskrevs av Karsch 1892. Acraea balina ingår i släktet Acraea och familjen praktfjärilar. Inga underarter finns listade i Catalogue of Life.